# Феркашу-де-Жос
Феркашу-де-Жос (рум. Fărcașu de Jos) — село у повіті Олт в Румунії. Входить до складу комуни Феркашеле.
Село розташоване на відстані 134 км на захід від Бухареста, 33 км на південь від Слатіни, 55 км на схід від Крайови.

## Населення
За даними перепису населення 2002 року у селі проживали 1893 особи. Усі жителі села рідною мовою назвали румунську.
Національний склад населення села:
| Національність | Кількість осіб | Відсоток |
| -------------- | -------------- | -------- |
| румуни         | 1828           | 96,6%    |
| цигани         | 65             | 3,4%     |